# Krakowiak

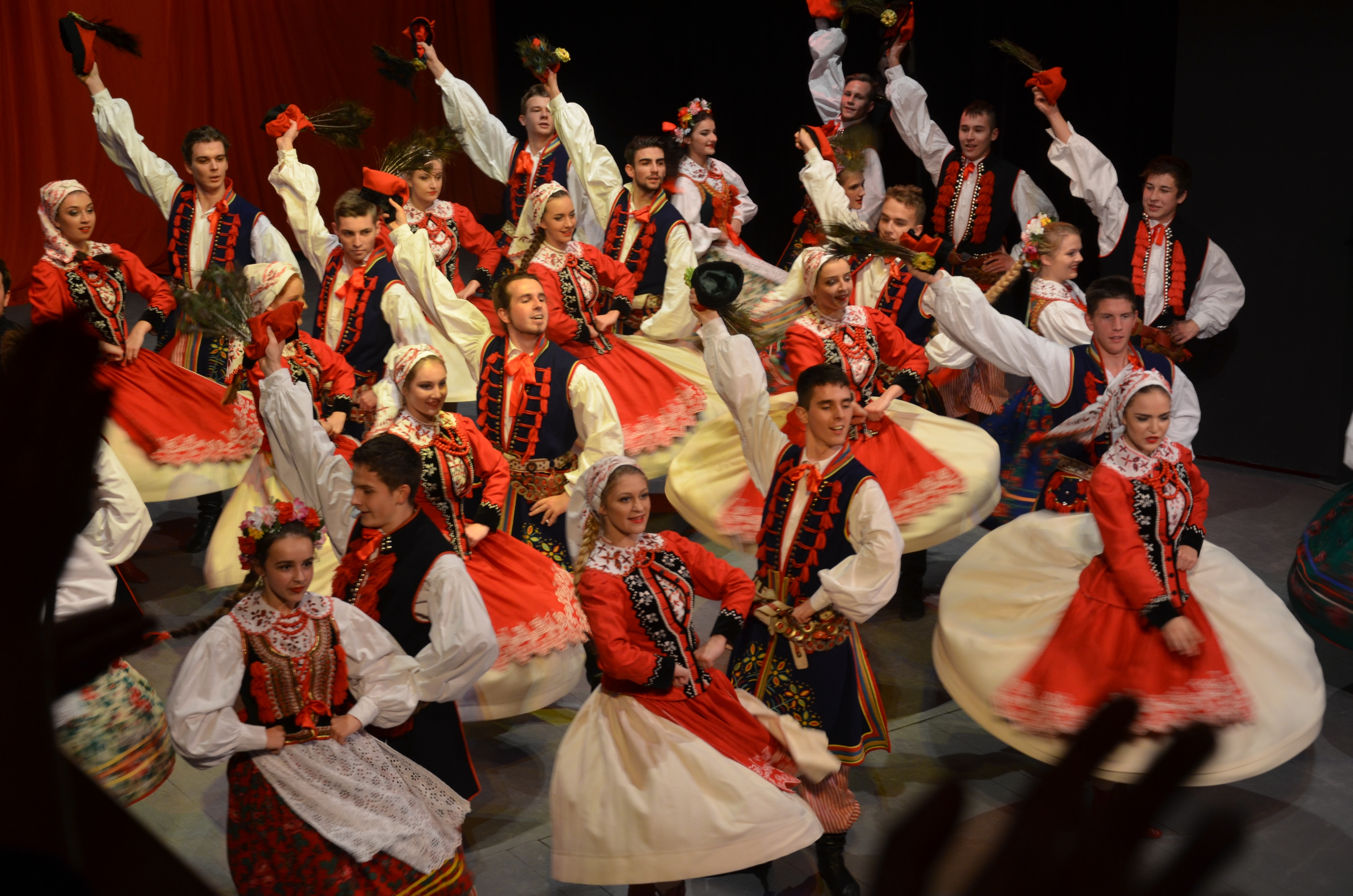
"Krakowiak" (2015)

A krakowiak (vagy krakoviak, am. „krakkói”) lengyel nemzeti tánc, amely Krakkó városától nyerte nevét, melynek vidékén leginkább elterjedt.
Páros tánc, melyet a vezénylő pár után több pár lejt aszerint, amint az első kijelöli. Mielőtt a tánc kezdődik, a vezénylő pár rövid versszakos dalt énekel, amit a többi utánoz s aztán hol egymásután, hogy együttesen lejtik a kijelölt táncfigurákat. A dal és a tánc zenéje előbb melankolikus, majd vidám hangulatot tükröz vissza 2/4-es ütemben, a 3/4-es mazurkától ebben különbözik. A lengyel népdalok jórészt a krakowiak ritmusa szerint alakulnak s nagyon elterjedtek egész Lengyelországban.
Maga a tánc Cracovienne címen ismeretes a balettekben, ahol Elssler Fáni honosította meg a negyvenes években. Chopin a zenéjét eszményítette nagyobb műformákban is, nagyobb keretű önálló koncertjeiben, ahol mint zártételt használta fel.